# Nechvalice
Nechvalice è un comune della Repubblica Ceca facente parte del distretto di Příbram, in Boemia Centrale.

## Galleria d'immagini

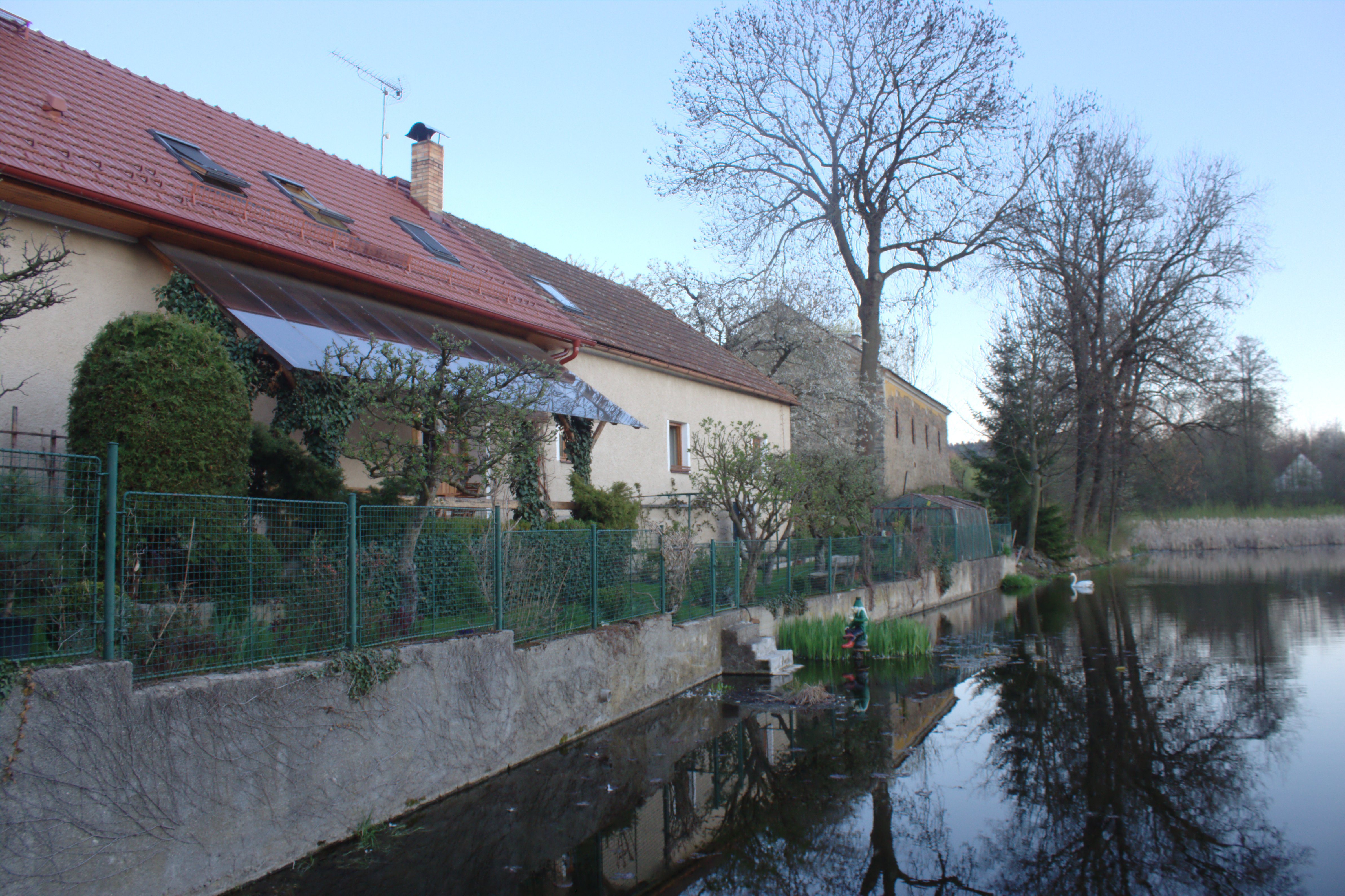
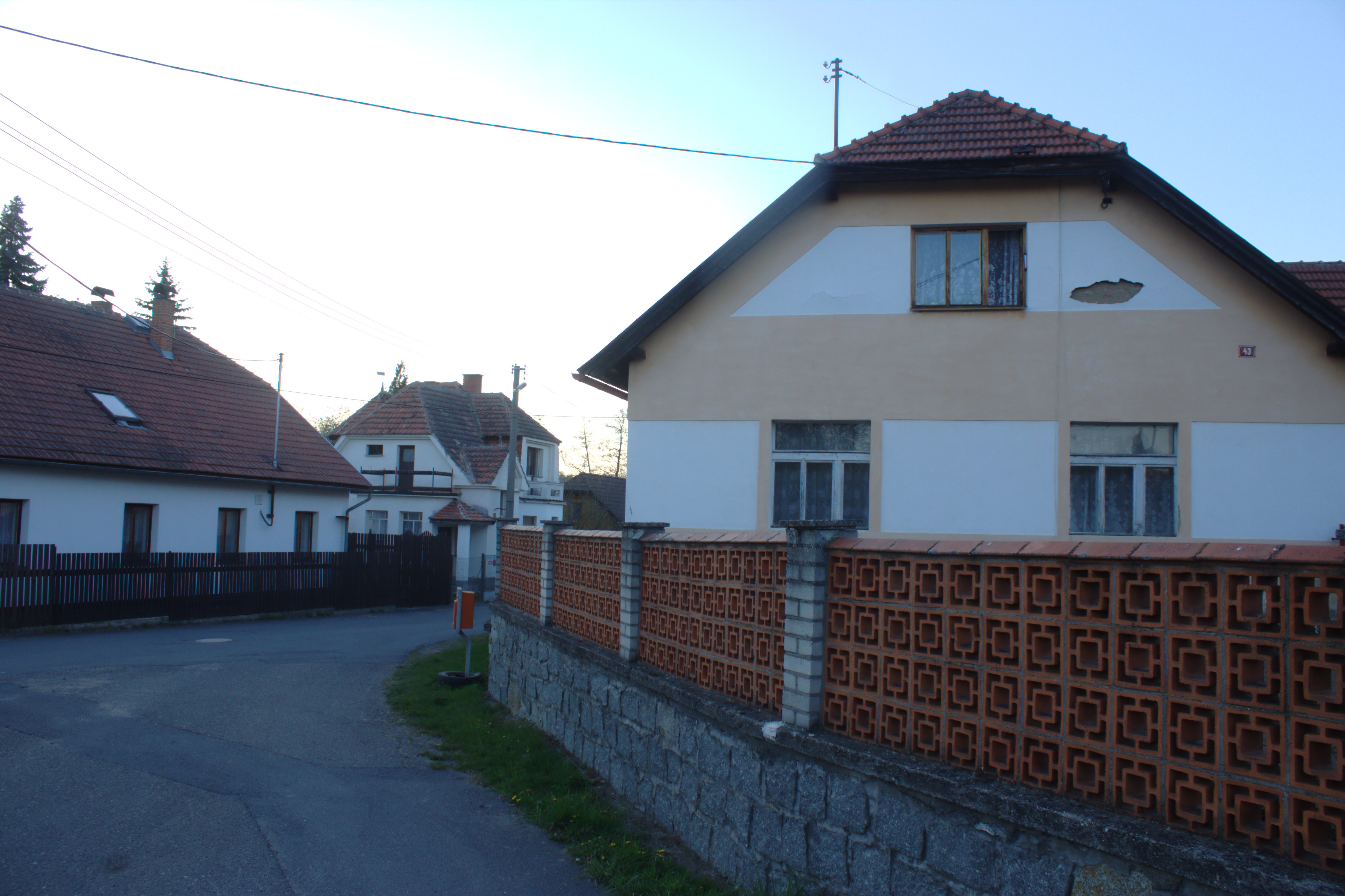
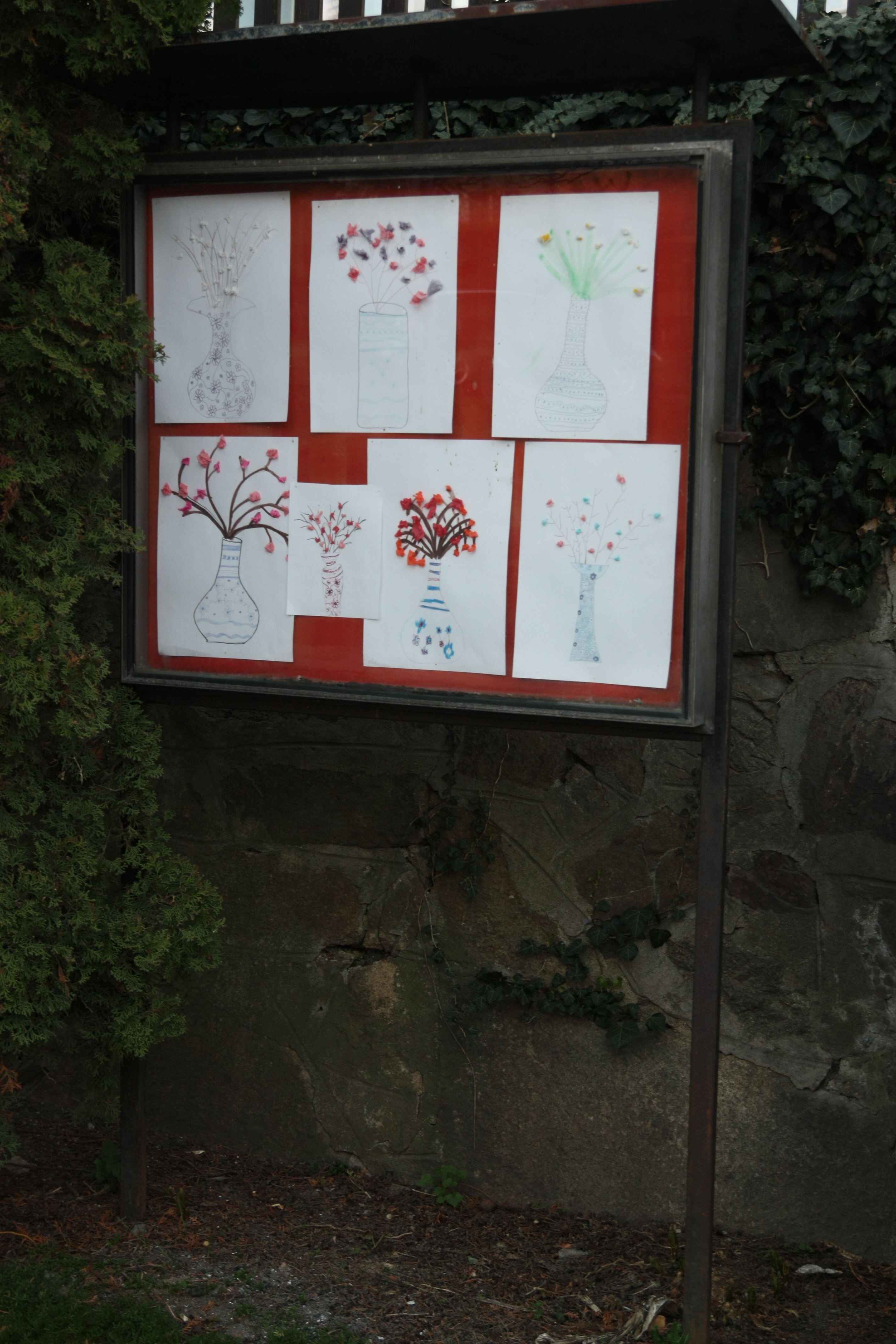